# ماريو راشيتش
ماريو راشيتش هو لاعب كرة قدم كرواتي في مركز الهجوم، ولد في 20 مايو 1989 في زغرب في كرواتيا. لعب مع إتش إن كيه غوريسا.

## وصلات خارجية
- ماريو راشيتش على موقع قاعدة بيانات كرة القدم.إي يو (الإنجليزية)
- ماريو راشيتش على موقع Soccerway.com (الإنجليزية)